# Cereus argentinensis
Cereus argentinensis ist eine Pflanzenart in der Gattung Cereus aus der Familie der Kakteengewächse (Cactaceae). Das Artepitheton argentinensis verweist auf das Vorkommen der Art in Argentinien.

## Beschreibung
Cereus argentinensis wächst baumförmig mit zahlreichen, aufrechten Trieben und erreicht Wuchshöhen von 8 bis 10 Meter. Es wird ein deutlicher Stamm ausgebildet. Die kräftigen, grünen Triebe sind an ihrer Basis aufwärts gebogen und dann aufrecht. Sie  weisen Durchmesser von 10 bis 15 Zentimetern auf. Es sind vier bis fünf schmale, weit voneinander entfernte Rippen mit einer Höhe von 4 bis 5 Zentimetern vorhanden. Die ein bis zwei Mitteldornen sind bis zu 10 Zentimeter lang. Die drei bis acht braunen Randdornen weisen eine Länge von 3 bis 5 Zentimeter auf.
Die trichterförmigen, weißen Blüten sind 17 bis 22 Zentimeter lang und duften nicht.

## Verbreitung und Systematik
Cereus argentinensis ist in den argentinischen Provinzen Salta, Chaco, Formosa, La Pampa und Río Negro verbreitet.
Die Erstbeschreibung wurde 1920 von Nathaniel Lord Britton und Joseph Nelson Rose veröffentlicht.

## Nachweise